# 柚木しおり
柚木 しおり (ゆずき しおり、1991年2月4日 - )は、日本のグラビアアイドルである。新潟県出身。O型。

## 略歴
- ファーストプロモーションの事務所オーディションを受け、2011年9月、DVD「全力羞恥心」でデビュー。2012年5月からはマークスジャパンにも籍を置いていた[2]。
- 2012年7月、ミス東スポ2013にエントリーする[3]。
- 2013年1月、ミス東スポ2013ファイナリスト（総合7位）になる[4]。
- 2013年6月14日、「マークスグループPRESENTS これでもかっ！オールスターAV女優ニコ生祭!!vol.3 ペロペロXXX(トリプルエックス)＠ロフトプラスワン」で初のイベントアシスタントを務める。
- 2014年8月いっぱいを持って所属していたマークスグループを退所[5]。
- 2016年6月からニュージーランドに語学留学[6]。2017年9月にラスト撮影会をし、事実上グラビアアイドル業を引退。
- 2019年2月13日、YouTubeチャンネルを開設[7]。3月にニュージーランド在住であることを明らかにしている[8]。

## 人物
趣味はピアノ、紅茶を飲むこと、集めること。特技はハンドベル。特徴は声が小さいことと聞こえにくいこと(落ち着いた　ささやくような話しかたをするため)、体が硬いこと。
ていねいでしっかり者だが静かな性格で、命令されると断れないインドア派。
チャームポイントとする“美尻”の秘訣は保湿すること。2012年現在、現役女子大学生。仕事では面積の薄い水着を着ることが多いが、ふと冷静になった時に、「自分は何やってるんだろうとなっているんだろう」と我に返ることがある。
なお、85センチ、Eカップのバストだが、本人いわくアンダーが小さいため見た目は数字ほどでもなく「迫力はないです」。

## 出演

### テレビ
- ザキロバ!アシュラのススメ（2013年3月5日、メーテレ）[12]
- もっと温泉に行こう! 55稲取温泉編 73わいた温泉編（2014年5月、2016年3月、フジテレビNEXT）

### オリジナルビデオ
- ハイパーセクシーヒロインNEXT スターレイダー（2012年8月10日、ZENピクチャーズ） - スターレイダー マスター・バーシ 役

### イベント
- ブシモPresents G1 CLIMAX 23（2013年8月11日、両国国技館） - 裕二郎ガールズ（もうひとりは初美沙希）[13]

## 作品

### イメージDVD
- 全力羞恥心（2011年8月24日、イーネット・フロンティア）[14]
- 絶対羞恥心（2011年11月26日、マックス）[15]
- 全力羞恥心2（2012年3月23日、イーネット・フロンティア）
- ラブ*ホテル12 美人女教師の過ち（2012年10月27日、マックス）
- ラブ*ホテル13 美人女教師 秘密の調教（2013年2月27日、マックス）[16]
- ターゲット 柚木しおり（2013年5月25日、エアーコントロール）[4]
- 白い素肌の美女〜下宿先の若奥様〜（2013年8月23日、M.B.D.メディアサプライ）[17][18]
- 公序良俗　(2013年12月20日、イーネット・フロンティア)
- しおりイズム（2014年3月25日、エアーコントロール）[19]
- 愛人♡日記（2014年6月27日、マックス）
- 柚木先生のお気に入り（2015年8月27日、マックス）[20]
- 柚木しおりの美人秘書。恋愛は御法度なんです…　（2015年12月19日、晋遊舎）
- 柚木先生のお気に入り2（2016年9月30日、グラヴィス ）
- 柚木先生のお気に入り3 （2017年7月28日、グラヴィス）
- 柚木先生のお気に入り最終章（2017年10月27日、グラヴィス）
- Distance（2018年6月29日、グラヴィス）
- Another Distance（R-18バージョン）（2018年6月29日、グラヴィス）

### ネット配信
- シオリ+（2013年12月19日、晋遊舎）

## 掲載
- HIP&LIP（2012年10月6日、ワニマガジン社）
- ダ・ヴィンチ　電子ナビ（読みたガール365）（2013年5月24日、メディアファクトリー）[21]
- 「柚木しおりの全力初体験」（ジーオーティー、『Bejean』） −2014年9月号